# Belgique aux Jeux olympiques d'été de 1992
La Belgique participe aux Jeux olympiques d'été de 1992 à Barcelone en Espagne. Il s'agit de sa 20e participation à des Jeux d'été. 
Il y remporte trois médailles : une en argent et deux en bronze, se situant à la quarante-quatrième place des nations au tableau des médailles. Le tireur Frans Peeters est le porte-drapeau d'une délégation belge comptant 68 sportifs (43 hommes et 25 femmes).

## Médaillés
| Médaille | Nom              | Sport    | Compétition       |
| -------- | ---------------- | -------- | ----------------- |
| Argent   | Annelies Bredael | Aviron   | Skiff             |
| Bronze   | Cédric Mathy     | Cyclisme | Course aux points |
| Bronze   | Heidi Rakels     | Judo     | -66 kg            |